# Aeroporto Internazionale di Hong Kong
L'Aeroporto Internazionale di Hong Kong (IATA: HKG, ICAO: VHHH) (in cinese: 香港國際機場; in inglese: Hong Kong International Airport) è il principale aeroporto di Hong Kong. È noto come Chek Lap Kok  (赤鱲角機場), dal nome dell'isola su cui è costruito e per distinguerlo dal vecchio aeroporto di Hong Kong Kai Tak (啟德機場) situato nella zona di Kowloon. Sorge a 25 km a ovest del Central District dell'isola di Hong Kong.

## Storia
L'aeroporto, che è stato aperto per le operazioni commerciali nel 1998 in sostituzione dell'aeroporto Kai Tak, è un importante polo aeroportuale per il transito e lo smistamento dei passeggeri diretti in Asia orientale e sud-est asiatico.
L'aeroporto di Hong Kong è stato costruito su un'isola artificiale creata appositamente nel golfo di Hong Kong. È collegato con la vicina isola di Lantau.
Il Chek Lap kok opera ventiquattro ore al giorno, ed è all'11º posto a livello mondiale in termini di trasporto internazionale di passeggeri in circolazione. È il principale "hub" di Cathay Pacific, Dragonair, Hong Kong Express Airways e Hong Kong Airlines.
Il 14 maggio 2010 la Airports Council International ha nominato, per il quarto anno consecutivo, il Chek Lap kok come migliore struttura mondiale fra gli aeroporti con un traffico superiore ai 40 milioni di passeggeri annui.
La costruzione del nuovo aeroporto è stata solo una parte del più vasto Airport Core Programme (NAPCO) che sviluppa un più ampio progetto che prevede, in dieci punti, la costruzione di nuovi collegamenti stradali e ferroviari, di ponti, gallerie, infrastrutture portuali e insediamenti urbani.
Il progetto per la costruzione dell'aeroporto è il più costoso al mondo in base a quanto detto dal Guinness World Records.